# Yelle
Yelle — французская электропоп-группа, основанная одноимённой певицей Yelle (Жюли́ Бюдэ́) и  GrandMarnier (Жа́н-Франсуа́ Перье́). Третий участник группы, Tepr (Танги́ Дэста́бль) присоединился к группе перед записью первого альбома.

## Музыкальная карьера
Yelle стала известна, после того как опубликовала на MySpace свою песню «Short Dick Cuizi», передразнивающую французского рэпера Cuizinier, участника парижской хип-хоп-группы TTC. Отрывок песни был прослушан более 125 000 раз. С помощью продюсера и близкого друга GrandMarnier Жюли записала свой дебютный альбом Pop-Up, выпущенный после сингла «Je Veux Te Voir»
В феврале 2008 года она выступила с треком «A cause des Garçons» на канале BBC Three. Она была обладательницей звания «Исполнитель недели» на канале MTV с 24 по 30 марта 2008 года.
Ремикс её сингла «A cause des Garçons» вошёл в саундтреки игр компании Electronic Arts Need for Speed: ProStreet и UEFA Euro 2008.

## Дискография
- Pop Up (2007)
- Safari Disco Club (2011)
- Complètement Fou (2014)
- L'Ère du Verseau (2020)

## Забавный факт
Псевдоним образован из акронима YEL («You enjoy life», «Ты наслаждаешься жизнью»), переделанного на женский манер.